# Ara autocthones
Ara autocthones – gatunek wymarłego ptaka z rodziny papugowatych (Psittacidae), którego szczątki znaleziono na karaibskich wyspach Saint Croix i Portoryko. Został opisany w 1937 na podstawie kości piszczelowo-stępowej odkopanej w resztkach kuchennych na prekolumbijskim stanowisku na Saint Croix. Drugi okaz składający się z różnych kości, z podobnego miejsca na Portoryko został opisany w 2008. Także kość krucza z Montserrat może należeć do tego lub innego wymarłego gatunku ary.
Ara autocthones jest jednym z trzynastu wymarłych gatunków ar, których proponowanym miejscem występowania są wyspy karaibskie. Ary były często transportowane przez ludzi na duże odległości, zarówno w czasach prehistorycznych, jak i historycznych, dlatego nie ma pewności czy gatunki znane tylko z kości lub relacji były rodzime czy importowane. Nowy gatunek opisano tylko na podstawie znalezionych kości, więc ubarwienie nie jest znane. Żyjące ary można pogrupować w przybliżony sposób na podstawie rozmiaru na duże i małe; jednak kości ary z Saint Croix mają średnią wielkość, będąc łącznikiem pomiędzy tymi grupami. Były też nieco większe niż wymarła ara trójbarwna (Ara tricolor); tylko ara szafirowa (Ara glaucogularis) i modroara błękitna (Anodorhynchus leari) mają podobny rozmiar. Ptak różnił się od innych ar szczegółami budowy szkieletu i dzielił kilka cech tylko z rodzajem Ara. Uważa się, że podobnie jak inne gatunki ar karaibskich, Ara autocthones wyginęła z powodu działalność człowieka, na co wskazuje fakt, że jej szczątki znaleziono w resztkach kuchennych.

## Taksonomia
W 1934 archeolog Lewis J. Korn (pracujący dla Narodowego Muzeum Indian Amerykańskich w George Gustav Heye Center) wykopał resztki kuchenne (wysypisko śmieci domowych) w pobliżu Concordii na południowo-zachodnim wybrzeżu Saint Croix, jednej z Wysp Dziewiczych na Morzu Karaibskim. Stanowisko znajdowało się 370 m w głąb lądu od plaży, a jego głębokość wynosiła około 76 cm. Z dna złoża pozyskano kości ssaków, ptaków, żółwi i ryb, przy czym kości ptaków skoncentrowane były na środkowym poziomie. Nie można było ustalić dokładnego wieku materiału, ale ponieważ w złożu nie znaleziono żadnych przedmiotów pochodzenia europejskiego, przyjęto, że pochodzą z okresu prekolumbijskiego i mają między 500 a 800 lat. Wśród dobrze zachowanych kości wyróżniono pozostałości 23 gatunków ptaków, z których niektóre wyginęły. W 1937 ornitolog Alexander Wetmore zidentyfikował wśród tych kości wiele gatunków, w tym niedojrzałą arę, na podstawie lewego tibiotarsusa (kość piszczelowo-stępowa), co było nieoczekiwane, ponieważ żadne takie ptaki na Saint Croix nie były wcześniej znane.
Wetmore uczynił z tibiotarsusa preparat holotypowy nowego gatunku ary, który umieścił w rodzaju Ara jako Ara autocthones. Nazwa gatunkowa pochodzi od starogreckiego słowa αὐτόχθων (autochthon), co oznacza tubylec lub aborygen. Holotyp znajduje się wraz z innymi znalezionymi kośćmi w Narodowym Muzeum Historii Naturalnej USA, gdzie jest skatalogowany jako USNM 483530. Chociaż wiele innych wymarłych karaibskich ar zostało opisanych na podstawie samych starych relacji, jedyne niektóre gatunki opisano w tym czasie na podstawie szczątków fizycznych; była to ara trójbarwna (Ara tricolor), znana ze skór. Wetmore przyznał, że wokół kości było wiele niepewności, szczególnie w odniesieniu do jej pokrewieństwa z innymi karaibskimi arami, uznał więc za stosowne opisać ją jako nowy gatunek.
W 1978 ornitolog Storrs L. Olson (używając pisowni autochthones) zgodził się, że kość należała do ary, której nie można przypisać żadnemu znanemu gatunkowi, ale zauważył, że może nie pochodzić z Saint Croix, ponieważ wiadomo, że miejscowi Karaibowie hodowali i handlowali arami na duże odległości. W 1983 wskazał, że gdyby ara rzeczywiście została przetransportowana, nazwa gatunkowa byłaby błędna. Zoolog Elizabeth S. Wing zgodziła się w 1989, że ara mogła być przedmiotem handlu, ale ornitologowie Matthew I. Williams i David W. Steadman stwierdzili w 2001, że biorąc pod uwagę dowody na występowanie innych ar w tym regionie, nie ma powodu, dla którego Saint Croix nie mógłby mieć rodzimego gatunku.
W 1987 roku ornitolog Edgar J. Máiz López znalazł kilka powiązanych kości pojedynczego ptaka (skatalogowany jako USNM 44834) na stanowisku archeologicznym Hernández Colón na wschodnim brzegu rzeki Cerrillos-Bucaná w południowo-środkowej części Portoryko. Stanowisko archeologiczne to przedkolumbijska wioska Saladoid–Ostionoid o powierzchni około 15 000 m², położona na tarasie aluwialnym. Wykopalisko zawiera zarówno pozostałości kultury, jak i fauny, a resztki ary znaleziono w resztkach kuchennych, datowanych na rok około 300 n.e. Próbka składa się z fragmentów kości, w tym lewej kruczej (brak części „głowy” kości), obu końców lewej kości ramiennej, górnego końca prawej promieniowej, lewego carpometacarpusa (brak jednej kości śródręcza), lewej kości udowej (brak dolnego końca), prawego tibiotarsusa (brak części powierzchni górnej stawowej), górnej i dolnej część lewego tibiotarsusa, a także z niezidentyfikowanych elementów. W 2008 Olson i Máiz López przypisali okaz do Ara autocthones (został przypisany do Ara sp. w 2004, co wskazuje na niepewną klasyfikację w obrębie rodzaju Ara), ponieważ jego piszczel jest identyczny pod względem wielkości z holotypem.

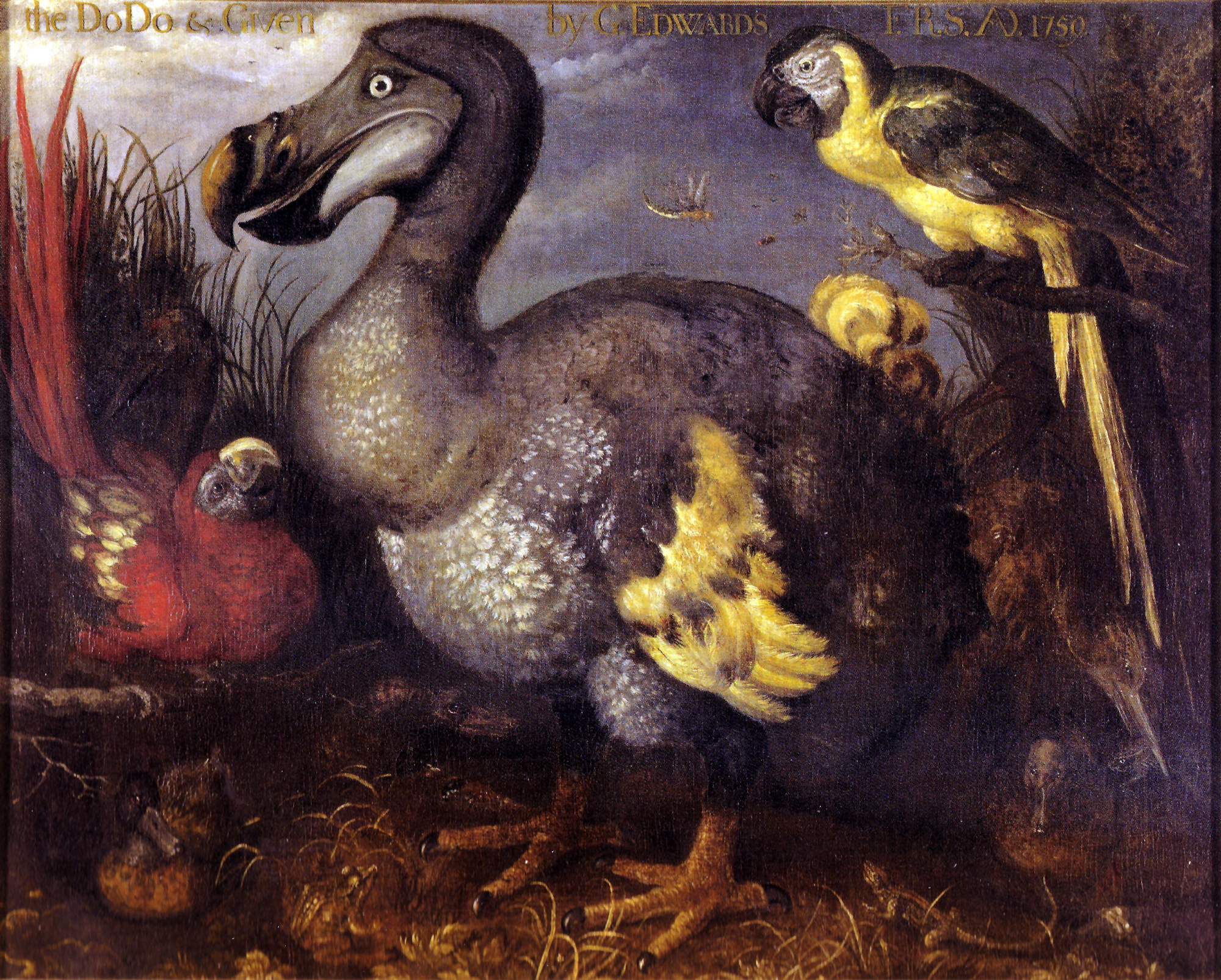
Obraz z 1626, prawdopodobnie przedstawiający dwie inne wymarłe ary karaibskie obok dronta dodo; Ara guadeloupensis (po lewej) i Ara martinicus (po prawej)

Olson i Máiz López skłaniali się ku tezie, że Ara autocthones był endemiczny dla regionu Indii Zachodnich (obecnie Karaiby), a nie przywieziony z kontynentu przez rdzennych Amerykanów, ponieważ jest znacznie bardziej prawdopodobne, że gatunek ograniczony do wysp wyginąłby. Uważali autocthones za „prawdopodobnie jeden z najgorszych możliwych wyborów” dla nazwy ptaka, ponieważ stwierdzili, że jest mało prawdopodobne, aby wystąpił on naturalnie na Saint Croix i kwestionowali nawet, czy mógł występować naturalnie na Portoryko. Chociaż skamieniałości rodzajów papug: Amazona i Aratinga zostały znalezione na stanowiskach z okresu sprzed zamieszkania ludzi na Portoryko, nie znaleziono żadnej takiej należącej do ary. Olson i Máiz López zauważyli, że śladów kości ary nie można znaleźć w złożach jaskiniowych, natomiast skamieniałości ary trójbarwnej znaleziono w zbiornikach wodnych. Wskazali również, że rdzenni Amerykanie transportowali i trzymali w niewoli różne gatunki zwierząt; eremohutia portorykańska (Isolobodon portoricensis, wymarły gryzoń) i Nesotrochis debooyi (wymarły nielotny chruściel) zostały przetransportowane na wyspę, a ich pozostałości znaleziono na przykład w resztkach kuchennych.
Olson i Máiz López wskazali, że kość krucza z wyspy Montserrat (opisana przez Williamsa i Steadmana w 2001; skatalogowana jako UF 4416) może należeć do ary z Saint Croix i Portoryko lub ary trójbarwnej, ponieważ jest w zakresie wielkości kości tych gatunków (mniejsza niż ta druga). W 2013 ornitolodzy James W. Wiley i Guy M. Kirwan zasugerowali zamiast tego, że kość z Montserrat może należeć do wymarłej A. guadeloupensis z Gwadelupy. Ara autocthones określano mianem St. Croix macaw (ang. ara z Saint Croix), ale po tym, jak opisano więcej szczątków z Portoryko, nazwano ją także Puerto Rican macaw (ang. ara portorykańska). Ornitolog Joseph M. Forshaw argumentował w 2017, że ta druga nazwa była bardziej odpowiednia, ponieważ uznał za bardziej prawdopodobne, że naturalnie pojawiła się na Portoryko i została przewieziona na Wyspy Dziewicze.
Zaproponowano, że na wyspach karaibskich żyło 13 wymarłych obecnie gatunków ar, ale przypuszczenia te w wielu przypadkach bazowały na starych opisach lub rysunkach, przez co gatunki te były jedynie hipotetyczne. Oprócz ary z Saint Croix, tylko dwa inne endemiczne gatunki ar karaibskich są znane z pozostałości fizycznych; ara trójbarwna znana jest z 19 skór muzealnych i szczątków subfosylnych, a Ara guadeloupensis jest prawdopodobnie znana ze szczątków subfosylnych. Ary są znane z tego, że były transportowane między wyspami Karaibów i między kontynentalną Ameryką Południową a Karaibami, zarówno w czasach historycznych przez Europejczyków i rdzennych mieszkańców, jak i w czasach prehistorycznych przez Paleoindian. Papugi były ważne w kulturze rodzimych Karaibów i były jednym z podarunków, jakie ofiarowali odkrywcy Krzysztofowi Kolumbowi, kiedy dotarł na Bahamy w 1492. Historyczne zapisy kopalne na tych wyspach mogły zatem nie przedstawiać odrębnych gatunków endemicznych; możliwe jest również, że te ary uciekły podczas transportu na wyspy z innych miejsc. Identyfikacji i poznania rozmieszczenia rodzimych ar na Karaibach można dokonać jedynie poprzez odkrycia paleontologiczne i badanie współczesnych raportów i dzieł sztuki.

## Opis
Ponieważ Ara autocthones jest znana tylko na podstawie kości, nic nie można powiedzieć o jej ubarwieniu. Holotypowy tibiotarsus wskazuje, że była to niewielka ara, i choć w pełni ukształtowana, to fakt, że kość jest lekko gąbczasta na końcach, wskazuje, że była niedojrzałym osobnikiem. Tibiotarsus ma 77,7 mm długości całkowitej, 9,4 mm szerokości mierząc od boku do boku w dolnym końcu, najmniejsza szerokość wynosi 3,9 mm. Chociaż jest podobna do kości tibiotarsusa ary trójbarwnej, to jest szersza (porównania między dolnymi końcami ich piszczeli wskazują, że był to nieco większy ptak) i smuklejsza niż u większych ar. Holotypowy tibiotarsus ma pośrednie rozmiary między dużymi arami, takimi jak ara żółtoskrzydła (Ara macao) i ara zielona (Ara militaris), a mniejszą arą kasztanowoczelną (Ara severus). W porównaniu z tibiotarsusem pozostałych ar, kość jest bardziej smukła i nieco bardziej rozbudowana z tyłu na górnym końcu. Poza tym, jedyną cechą wyróżniającą jest to, że proporcje nie mieszczą się w zakresie innych znanych gatunków. Smukłe proporcje kości i bardziej wydłużone grzbiety wokół górnego końca wskazują, że jest to ara i odróżniają ją od papug amazońskich, takich jak amazonka cesarska (Amazona imperialis).

Tibiotarsus danego okazu jest zasadniczo identyczny pod względem wielkości z holotypem. Ma 74,5 mm mierząc od górnej powierzchni stawowej, 47,2 mm od dolnego końca grzebienia kości strzałkowej do kłykcia zewnętrznego (okrągłe wypukłości na końcu kości), 11,4 mm długości mierząc przez wewnętrzny grzebień miechowy (grzbiet z przodu głowy), ma 5,2 × 4,0 mm na środkowym trzonie i jest szeroki na 10,1 mm na dolnym końcu. Szacowana długość kości kruczej wynosi 43,5 mm od nasady do wewnętrznego rogu mostka, 26,5 mm od podstawy procesu procorakoidowego do wewnętrznego rogu fasety (płaska powierzchnia kości) mostka, faseta panewkowa ma szerokość 10,5 na 6,1 mm głębokości, trzon ma 5,2 na 4,4 mm w punkcie środkowym, a faseta mostka ma szerokość 10,5 mm. Górna szerokość kości ramiennej wynosi 19,9 mm, głębokość przez jej zewnętrzną guzowatość wynosi 12,8 mm, głębokość głowy kości wynosi 6,2 mm, szerokość dolnego końca wynosi około 15,5 mm, a wysokość i szerokość promieniowego kłykcia to 7,4 na 5,0 mm, głębokość krętarza wynosi 8,2 mm, głowa ma 6,2 mm głębokości, a trzon ma 4,9 mm szerokości na 5,4 mm głębokości w środkowym punkcie. 

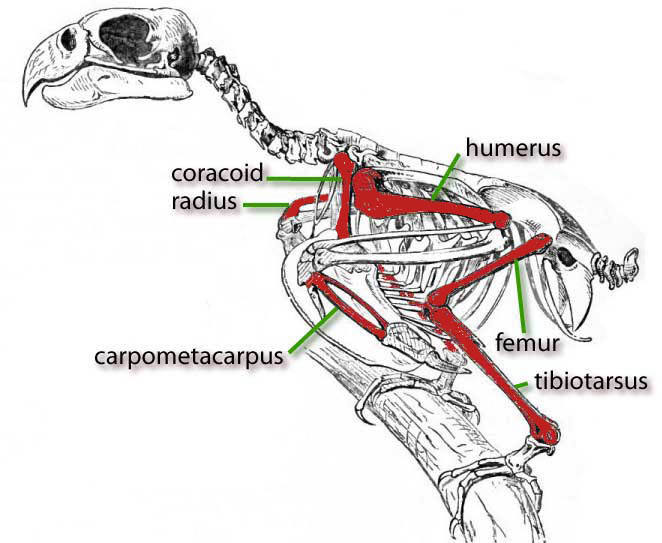
Odkryte kości Ara autocthones zaznaczono na czerwono; ilustracja przedstawia inną papugę

Olson i Máiz López stwierdzili, że znane ary dzielą się na dwie grupy pod względem wielkości, reprezentujące duże i małe ptaki, podczas gdy ara z Saint Croix wyróżniała się tym, że jest pomiędzy tymi dwiema grupami, mając podobny rozmiar tylko do ary szafirowej (Ara glaucogularis) i ary błękitnej (Anodorhynchus leari). W porównaniu z tymi dwiema arami, zaobserwowali że obręcz kończyny górnej na kości ramiennej jest mniej wystająca, podczas gdy główne wyżłobienie (wyżłobienie oddzielające dwie części głowy kości ramiennej) jest szersze. Głowa kości udowej jest bardziej masywna, gdy ogląda się ją od tyłu, odkopana bardziej pod głową, szyją i krętarzem, podczas gdy bardziej wytrzymały trzon kości udowej jest podobny do trzonu ptaków z rodzaju Ara, ale różni się od tych należących do rodzaju Anodorhynchus. Tibiotarsus jest bardziej masywny z rozszerzonym końcem dolnym. Długość tibiotarsusa jest krótsza niż u ary szafirowej, ale dłuższa niż u modroary błękitnej, natomiast długości kości kruczej, carpometacarpusa i kości udowej są mniejsze niż u obu.
Olson i Máiz López wykluczyli, że okaz z Portoryko należy do papug amazońskich, wskazując na cechy występujące tylko u Ara autocthones. Kość krucza jest bardziej wydłużona i ma stosunkowo wąski trzon, a brzuszna krawędź fasety stawowej (odpowiednik wnęki glenoidowej u ssaków) wystaje bardziej. Carpometacarpus jest proporcjonalnie znacznie dłuższy z wyrostkiem na skrzydełku, które nie jest zakrzywione w górnej części, podczas gdy wyrostek ektepikondylarny (uniesienie kostne) i wiązanie pronatora krótkiego (jeden z dwóch mięśni pronacji w skrzydle) na kość ramienną jest umieszczone bardziej w górę. Kość udowa ma proporcjonalnie większą nasadę, a tibiotarsus ma węższy kłykcik wewnętrzny i charakterystyczny wewnętrzny grzebień knemialny (ang. cnemial crest), który jest bardziej spiczasty i przedłużony w górę.

## Wyginięcie
Za wyginięcie wszystkich endemicznych ar karaibskich odpowiada prawdopodobnie człowiek (zarówno w czasach prehistorycznych, jak i historycznych), chociaż mogły również przyczynić się do tego huragany i choroby. Natywni Karaibowie polowali na ary i trzymali je w niewoli do późniejszego wykorzystania jako pokarm, ale także jako zwierzęta domowe. Ponieważ są one znane z kuchennych resztek, ary z Portoryko i Saint Croix były najwyraźniej również wykorzystywane jako pokarm. Jest prawdopodobne, że ara z Saint Croix wyginęła z powodu tych czynników, ale dokładna data nie jest znana.